# Кордицепс однобокий
Кордицепс однобокий (Ophiocordyceps unilateralis) — вид паразитичних аскомікотових грибів порядку гіпокреальні (Hypocreales) класу сордаріоміцети (Sordariomycetes). Кордицепс однобокий — один з ентомопатогенних грибів. Ці гриби уражають тільки комах. Деякі гриби можуть уражати інших членистоногих (павуків, наприклад), але це швидше виняток, ніж правило. Кордицепс однобокий уражає тільки мурах, причому тільки одного виду — Camponotus leonardi. Грибок може заражати і інші близькоспоріднені види мурашок, але з меншим репродуктивним і маніпуляційним успіхом.

## Поширення
Грибок зустрічається в тропічних лісах Таїланду, а також в  тропічних лісах в Бразилії.

## Екологія
Точно незрозуміло, яким саме способом спори гриба потрапляють всередину мурахи. Швидше за все зараження відбувається через пори в клітинах, або через кутикулу. Спори кордицепсу після попадання всередину організму починають активно в ньому розмножуватися і поширяться по всьому тілу мурашки. Імовірно, спори гриба формують активні хімічні сполуки, які і впливають на мозок мурашки, змінюючи його поведінку.
Мураха покидає свою колонію і спускається на землю (цей вид мурах живе на деревах). Комаха вибирає невисоку травинку, залазить на неї і дуже міцно закріплюється за центральну жилку листа. Мураха з максимальною силою хапається за рослину потужними щелепами і ні вітер, ні дощ не може зіштовхнути його. Після цього мураха повністю втрачає контроль над своїм тілом і більше не рухається. Вона ще не вмерла, але вже нічого не може зробити.
Поступово грибок вбиває мурашку, а сам продовжує зростати. Його коріння вже проникли в м'які тканини комахи, пройшли крізь все тіло і надійно закріпилися на листі. Тепер все що залишилося від мурахи — це велика грибниця кордіцепсу однобокого. Відразу ж гриб починає виробляти сильний протимікробний препарат, щоб убезпечити себе від дрібних падальників. Коли гриб надійно зафіксувався, він проростає вгору через голову мурашки. Процес зростання займає 4-10 днів.
Зміни в поведінці заражених мурах дуже специфічні. Інфікованих комах називають «мурашками-зомбі». Вони страждають від сильних судом, через які падають з дерев і не можуть знайти дорогу до свого гнізда. Інстинктивно прагнучи наверх мурахи залазять на невисокі рослини і траву, де знаходять свій останній притулок. Якщо ж тварина не може забратися на траву, то гриб перестає рости, або зростання супроводжується різними аномаліями. Але тварина гине в кожному разі.
Кордицепс однобокий здатний знищити цілу колонію мурах. Комахи виробили здатність відчувати заражених побратимів і виганяти їх зі своєї колонії. Якщо грибок проникає в гніздо, то зараженого мурашку відтягують подалі, щоб вся сім'я не загинула від епідемії. Середня щільність зараження грибком — 20-30 особин на м².

## Лікарський потенціал
Кордицепс однобокий містить різні відомі і невикористані біологічно активні метаболіти, і досліджується як нове джерело препаратів з імуномодулюючими, протипухлинними, протидіабетичними і гіпохолестеринемічними властивостями.